# Numitor
El rey Numitor fue, según la tradición, el abuelo de los fundadores de Roma: Rómulo y Remo.

## Historia
Dice la leyenda que, tanto él como su hermano pequeño Amulio, eran descendientes de Eneas. Al ser el hijo mayor de Proca, Numitor era el heredero al trono de Alba Longa -ciudad fundada por Ascanio a comienzos del siglo XI a. C-, algo que odiaba su hermano pequeño. Por ello, Amulio decidió derrocar a su hermano y matar a todos sus sobrinos -quienes podían reclamar el trono en un futuro-, con excepción de la única mujer: Rea Silvia, a la que perdonó la vida con la condición de que le rindiera culto a la diosa del hogar Vesta, cuya característica más conocida era mantenerse virgen durante 30 años y, de no ser así, ser enterrada viva. Pero el dios Marte la violó y de esta unión nacieron los gemelos Rómulo y Remo.
A partir de aquí, hay dos versiones: por un lado, se dice que fue la propia Rea quien, sabiendo que su tío también mataría a los bebés, los colocó en una cesta y la dejó a orillas del río Tíber. Por otro, se dice que Amulio condenó a muerte a Rea Silva por no seguir el voto de castidad y además ordenó que ahogaran a los gemelos en el río Tíber, pero la criada encargada de tal acción se apiadó de ellos y únicamente los colocó en la cesta. Sea como fuera, los gemelos fueron encontrados por la loba Luperca -símbolo romano del dios Fauno-, que los amamantó durante días hasta que fueron descubiertos por un hombre llamado Fáustulo, quien los llevó a su esposa para criarlos. Al enterarse, ya de mayores, de su origen, Rómulo y Remo reclamaron venganza y se dirigieron a Alba Longa. Al llegar allí, derrocaron a su tío abuelo Amulio del trono y así le devolvieron el poder a su abuelo Numitor.